# Kathedrale von Beauvais

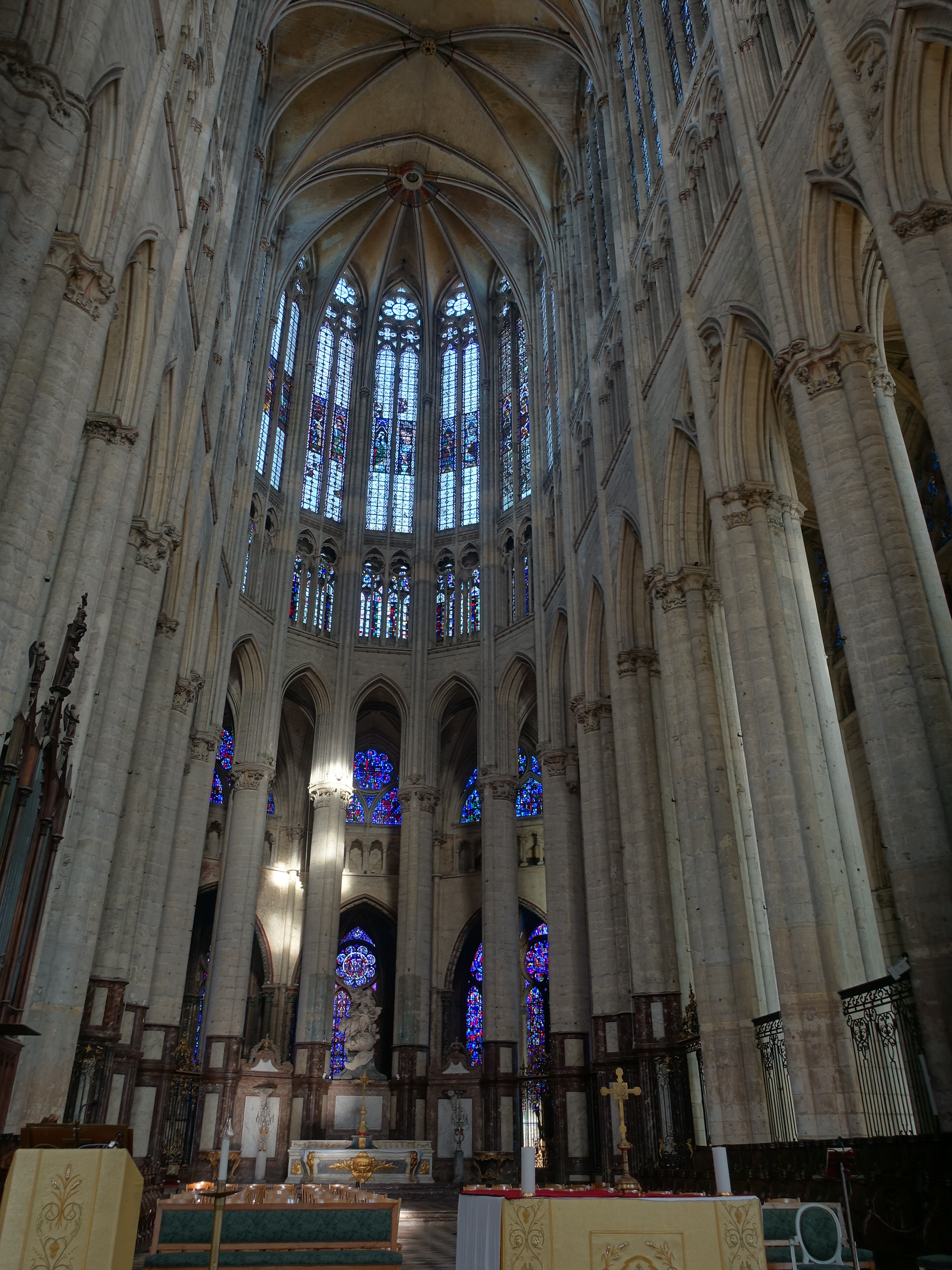
Chor

Die Kathedrale von Beauvais (französisch Cathédrale Saint-Pierre de Beauvais) ist Bischofskirche für das Bistum Beauvais. Sie zählt zu den bedeutendsten Kirchenbauten der Gotik in Frankreich und ist das ehrgeizigste Kathedralprojekt des Mittelalters. Das südliche Querhaus ist mit einer Höhe von 48,50 m das höchste mittelalterliche Kirchengewölbe der Welt. In einer Seitenkapelle befindet sich eine astronomische Uhr aus dem Jahr 1866. Das Kulturdenkmal wurde im Jahr 1840 als Monument historique klassifiziert.

## Allgemeines

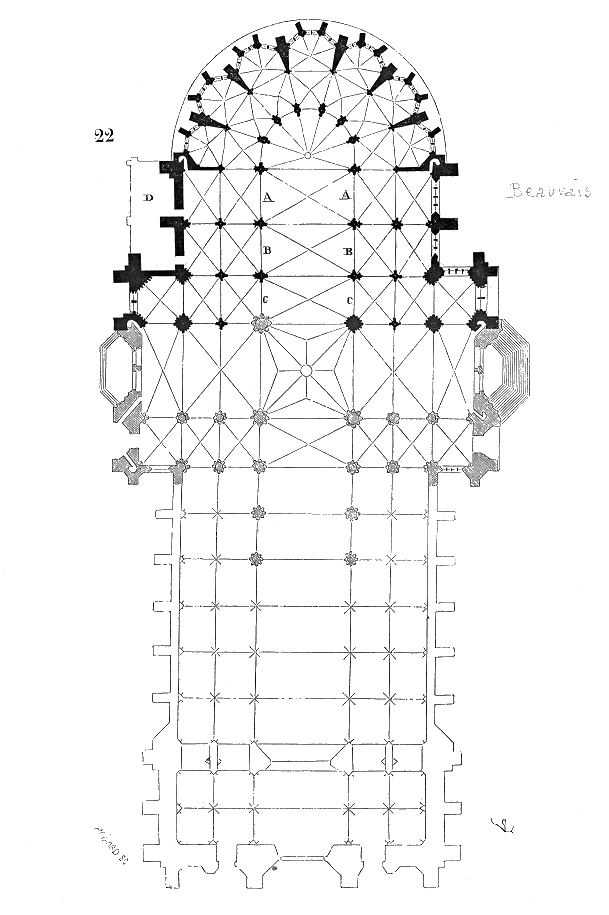
Planung der Kathedrale mit sechs Chorpfeilern

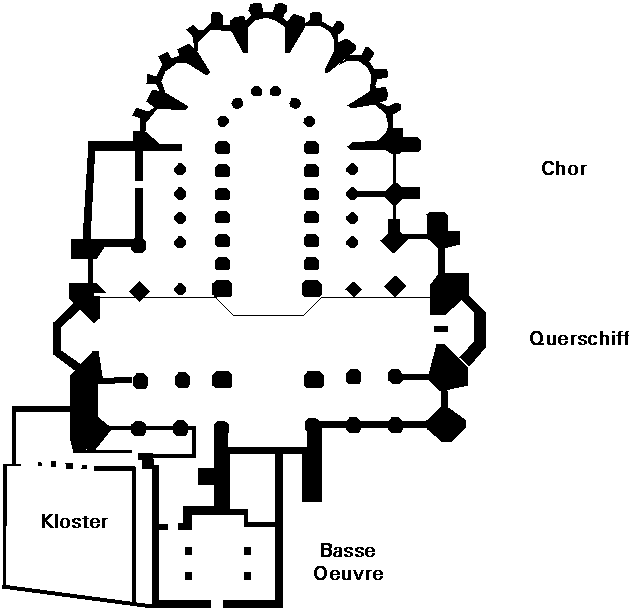
Tatsächlicher Baubestand: Zwölf Chorpfeiler

Im 13. Jahrhundert wurde insbesondere in Frankreich der Architekturstil der Gotik zur höchsten Vollendung geführt. In rascher Folge entstanden immer grazilere sowie mehr und mehr aufwärts strebende Bauten wie die Kathedralen von Amiens, von Chartres und von Reims. Die Kirche von Amiens erreichte eine bis dahin nie dagewesene Mittelschiffhöhe von 42,30 m. Die Kathedrale von Beauvais sollte selbst Amiens an Monumentalität übertreffen – und dominiert noch heute selbst als Torso das Stadtpanorama von Beauvais in der vergleichsweise flachen Picardie.

## Vorgeschichte
Die alte Kathedrale von Beauvais war ein einfacher, frühromanischer Bau aus dem 10. Jahrhundert, von dem heute noch der Westteil, die sogenannte Notre-Dame de la Basse-Œuvre  („Unsere Liebe Frau vom Niedrigen Werk“), existiert und die karolingische Renaissance atmet. Der damalige Bischof von Beauvais, Milon de Nanteuil, plante ab 1225 einen Neubau. In den nächsten 20 Jahren wurden immer ausgefeiltere Pläne erarbeitet, die architektonisches Neuland beschritten. Beauvais sollte die höchste und größte Kirche der Christenheit werden. Allerdings verhinderten die politischen Gegebenheiten zu dieser Zeit den konsequenten Baubeginn. Zunächst lag die Federführung beim ehrgeizigen Bischof, der den Großteil der Baukosten übernahm. Er war zugleich Graf und somit Herrscher über die Stadt, geriet jedoch in Konflikt mit den Bürgern. 1232 griff der König durch und entzog dem Bischof sein Einkommen, womit der Bau vorerst zum Erliegen kam. 1247 wurde der Bau erst richtig aufgenommen, nachdem die Finanzierung zumindest für den ersten Bauabschnitt einigermaßen gesichert war.

## Bauphasen
Zunächst wurden ab 1225 die nordöstlichen Seitenschiffe des Querhauses und die westlichen Joche des nördlichen Seitenschiffe des Chores errichtet. Anschließend wurden die Arbeiten im an den südlichen Seitenschiffen fortgesetzt. Nachdem die Finanzierung gesichert war, kam es ab den 1240er Jahren zu der Errichtung des Chorumgangs, allerdings zunächst noch ohne die sieben Seitenkapellen. Diese wurden im nächsten Bauabschnitt angefügt.
Anschließend wurden die Obergaden erbaut und die Strebepfeiler erhöht. 1275, nach anderen Angaben 1260, wurde der Chor fertiggestellt. Einzigartig war hierbei die Höhe des Bauwerks ebenso wie die fast vollkommene Auflösung der Wandflächen bei gleichzeitiger Erhöhung des Pfeilerabstandes. 

### Einsturz 1284 und Wiederbeginn

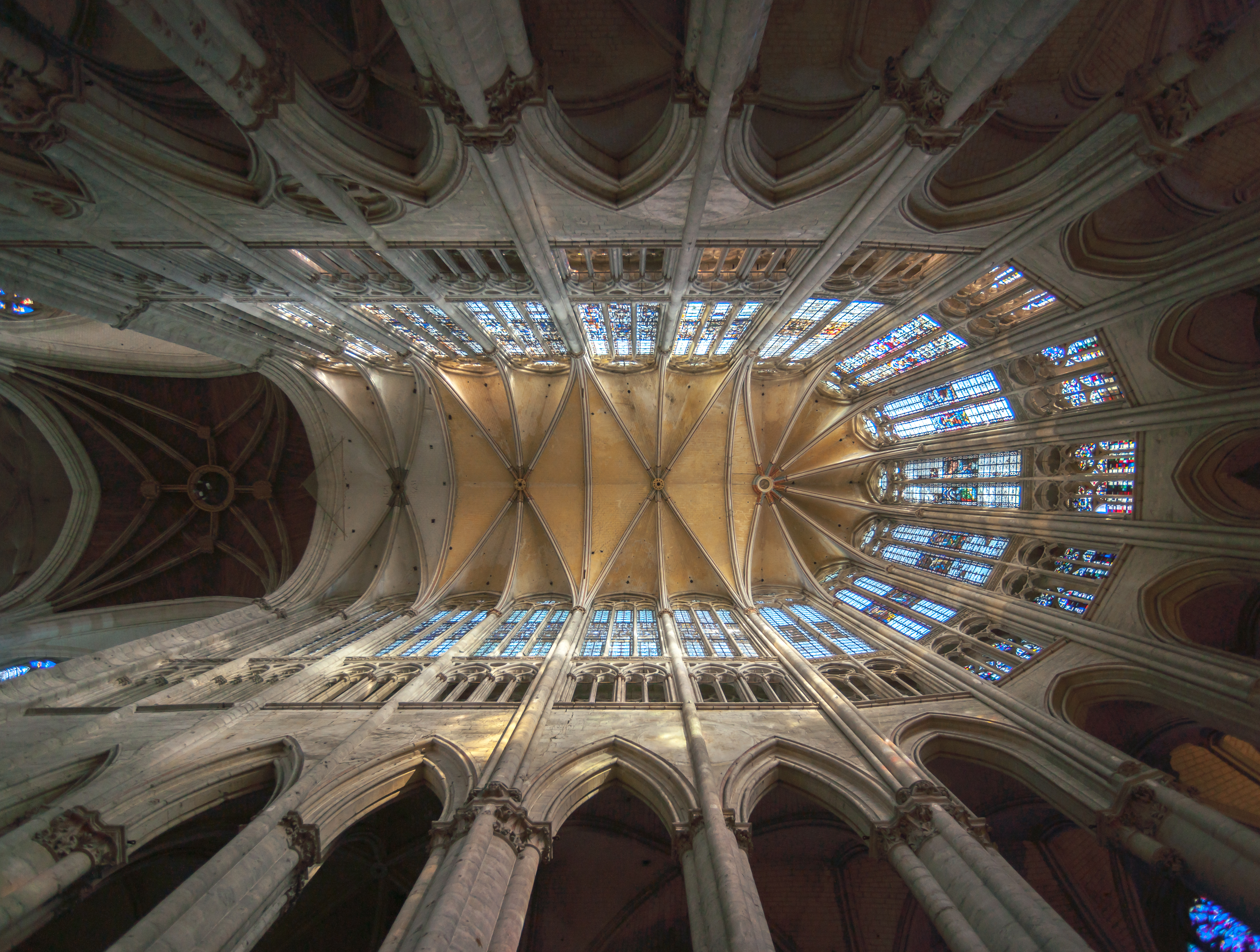
Chorgewölbe: durch die Zwischenpfeiler entstehen Doppeljoche mit sechs Rippen – wie schon 1137 in der Abteikirche Sainte-Trinité in Caen

Im November 1284 kam es zur Katastrophe, als sich der Konstruktionsentwurf als zu wagemutig erwies und ein Teil des Gewölbes einstürzte. Mehrere Strebepfeiler barsten und Teile der Chorgewölbe stürzten ein. Der Bau brach nicht vollständig zusammen; aber der Wiederaufbau dauerte Jahrzehnte, länger als der erste Bau des Chores. Zudem entschieden sich die Baumeister, nicht dem ursprünglichen Konzept zu folgen, sondern die Baustatik zu verbessern: Auf Kosten der Bautransparenz zogen sie zwischen den bisherigen Pfeilern jeweils einen Zwischenpfeiler ein, sodass durch die zusätzlichen Rippen die einzelnen Gewölbeflächen kleiner wurden. Immerhin erreichte der Chor eine endgültige Höhe von 46,77 Metern (144 Königsfuß) und ist damit unübertroffen. 12 Pfeiler, 6 auf jeder Seite, halten das Hauptgewölbe, das sich zusätzlich gegen die beiden vorderen Vierungspfeiler abstützt. Sechs im Halbrund stehende Pfeiler tragen das Gewölbe der Apsis, die durch sieben Seiten eines gedachten Zwölfecks gebildet wird. In den Seitenschiffen des Chores befinden sich zu beiden Seiten weitere vier Pfeiler, die diesen Bereich in ein streckenweise fünfschiffiges Bauwerk verwandeln.
Inzwischen war der Hundertjährige Krieg zwischen England und Frankreich ausgebrochen, sodass die Bauarbeiten ab 1347 zum Erliegen kamen.

### Erneuter Zusammenbruch 1573

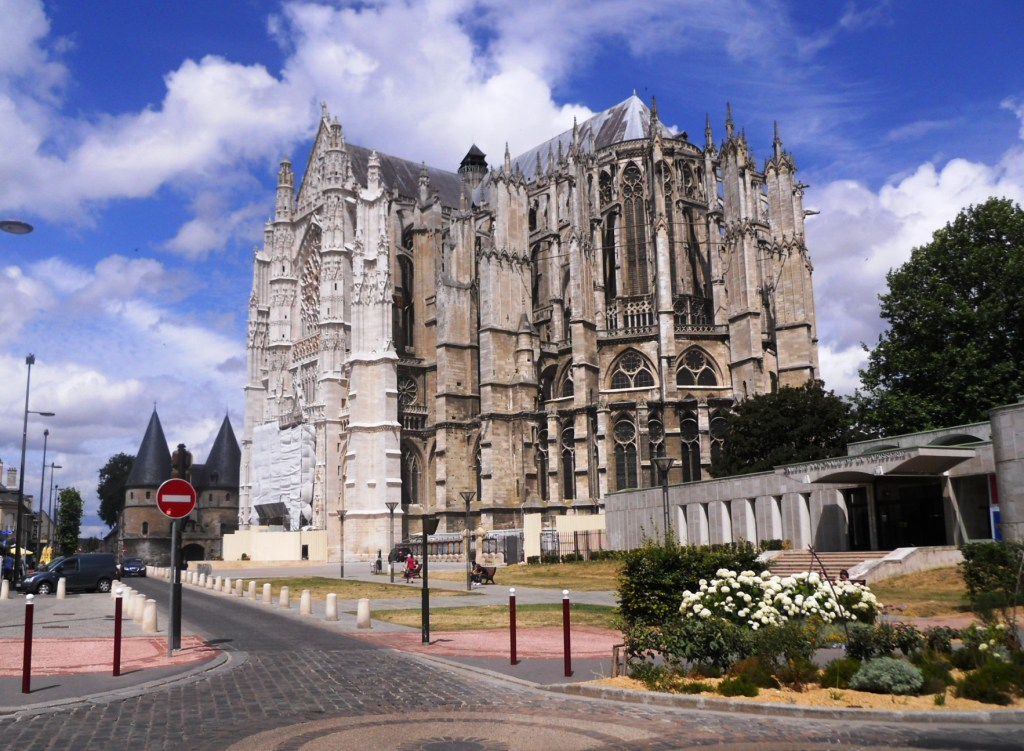
Die Kathedrale von Südosten

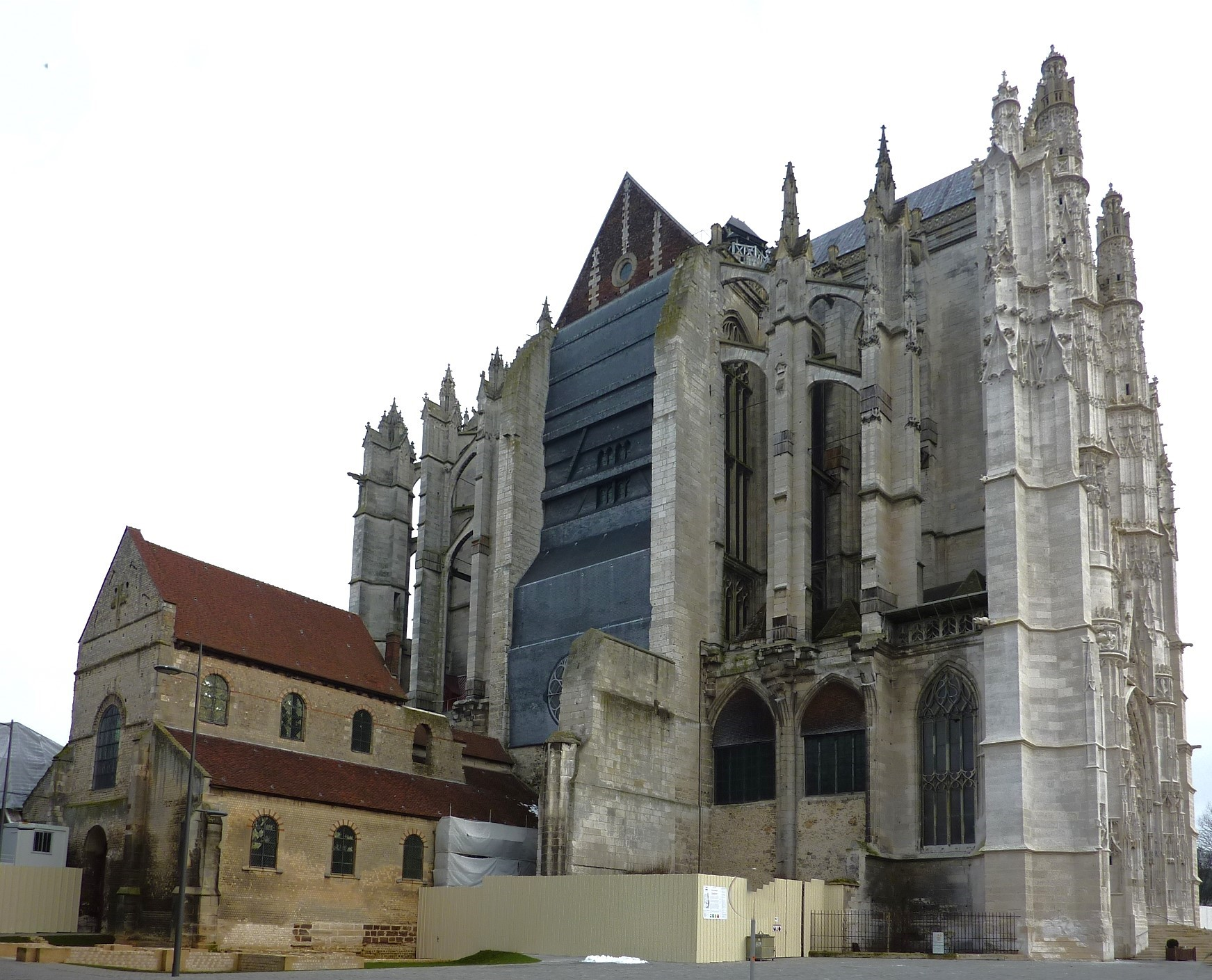
Die Kathedrale von Südwesten mit den Resten des Langhauses des Vorgängerbaus aus dem 10. Jahrhundert

Am 20. April 1500 wurden die Arbeiten fortgesetzt und das Querschiff mit reich verzierten Querhausfassaden (bis 1548) errichtet, dessen südliche Hälfte mit einer Gewölbehöhe von 48,50 m die des Chores noch übertraf. Während der Chor noch im Stil der Gothique rayonnant gebaut worden war, wurden Querhaus und Vierungsturm im Stil der Gothique flamboyant erbaut. Baumeister dieser Bauphase war Martin Chambiges, der bereits Erfahrungen beim Bau der Kathedrale von Sens und Kathedrale von Senlis gesammelt hatte. Die Vierung trug einen Turm, der ebenfalls in eine neue Dimension vorstoßen sollte. 1534 stiftete der Bischof Geld für den Bau eines Vierungsturms. 1543 legten Zimmerleute und Steinmetzen alternative Modelle für eine Ausführung in Holz oder Stein vor. 1563 ging man an die Realisierung des steinernen Turmes nach einem aus Paris gesandten Modell oder Plan. Ausführender Architekt war Jean Vast. 1565 genehmigte das Domkapitel das Modell für den hölzernen Turmhelm. 1565 oder 1566 setzte man das Eisenkreuz auf die Turmspitze. 1569 wurde dieser Teil der Kathedrale vollendet und war mit einer Turmhöhe von 153 Metern für knapp vier Jahre das höchste Bauwerk dieser Zeit. Eine zeitgenössische Zeichnung und Beschreibung dokumentierte das Aussehen; demnach erhob sich der Turm 153 Meter über den Erdboden (nach anderer Rechnung 142 m). Doch auch hier war die Statik kritisch, und schon während der Errichtung wurde über zusätzliche Stützen für den Turm debattiert. Bis zum Abschluss der Finanzierung verstrichen weitere vier Jahre, bis endlich am 17. April 1573 die Sicherungsarbeiten beginnen konnten.
Schon wenige Tage später, am 30. April 1573, an dem Christi Himmelfahrt gefeiert wurde, kam es kurz nach Verlassen der Kirche durch die Prozession zur zweiten Katastrophe von Beauvais. Die Stützpfeiler des Vierungsturmes konnten dem Druck nicht mehr standhalten und zerbarsten, der Turm sackte in sich zusammen, wobei zusätzlich große Schäden an Chor und Querschiff entstanden. In den nächsten fünf Jahren wurden die Trümmer sowie die Schäden an Chor und Querhaus beseitigt. Das Vierungsgewölbe wurde wieder instand gesetzt und mit einem Dach geschlossen, die Kathedrale nach Westen mit einer provisorischen Wand abgeschlossen. Damit waren die Geldmittel für den Langhausbau aufgebraucht, die Kathedrale blieb unvollendet.

### Einstellung der Bauarbeiten
Wegen der Katastrophe und der zur Reparatur verwendeten Geldmittel war ein Weiterbau nicht mehr möglich. Zudem tobten in Frankreich die Hugenottenkriege, große Teile Europas waren durch den Religionsstreit um die Reformation in Aufruhr. Die Gotik, längst unmodern geworden, wurde von der Renaissance verdrängt, so dass die Arbeit an der Kirche abgebrochen und die Errichtung des Langhauses nie in Angriff genommen wurde. An dessen Stelle steht noch immer das Schiff des Vorgängerbaus aus dem 10. Jahrhundert. Mit dem fehlenden Langhaus und dem niedrigen Rest des Vorgängerbaus vermittelt die Kathedrale ein anschauliches Bild von dem Zustand, den zahlreiche bedeutende gotische Bauprojekte in ganz Europa teils über mehrere Jahrhunderte hinweg zeigten.
Während der Französischen Revolution kam es zur Plünderung der reichen Innenausstattung durch die Sansculotten. Das Innere wurde verwüstet und die Köpfe von Statuen wurden abgeschlagen, jedoch konnten Teile der Innenausstattung vorher in Sicherheit gebracht werden. Anschließend diente das Gebäude mehrere Jahre als Tempel der Vernunft.
Im 19. Jahrhundert gab es Pläne, die Kathedrale im Stil der Neogotik zu vollenden. Das fehlende Langhaus hätte zwar Chor und Querhaus stabilisiert, jedoch hätte dafür das übrige Langhaus der Vorgängerkirche Notre-Dame de la Basse-Œuvre aus 10. Jahrhundert abgerissen werden müssen. Diese Pläne wurden letztlich nicht ausgeführt.
Den Zweiten Weltkrieg überstand die Kathedrale weitestgehend ohne Beschädigung. Lediglich die große Orgel wurde beschädigt.

## Beschreibung

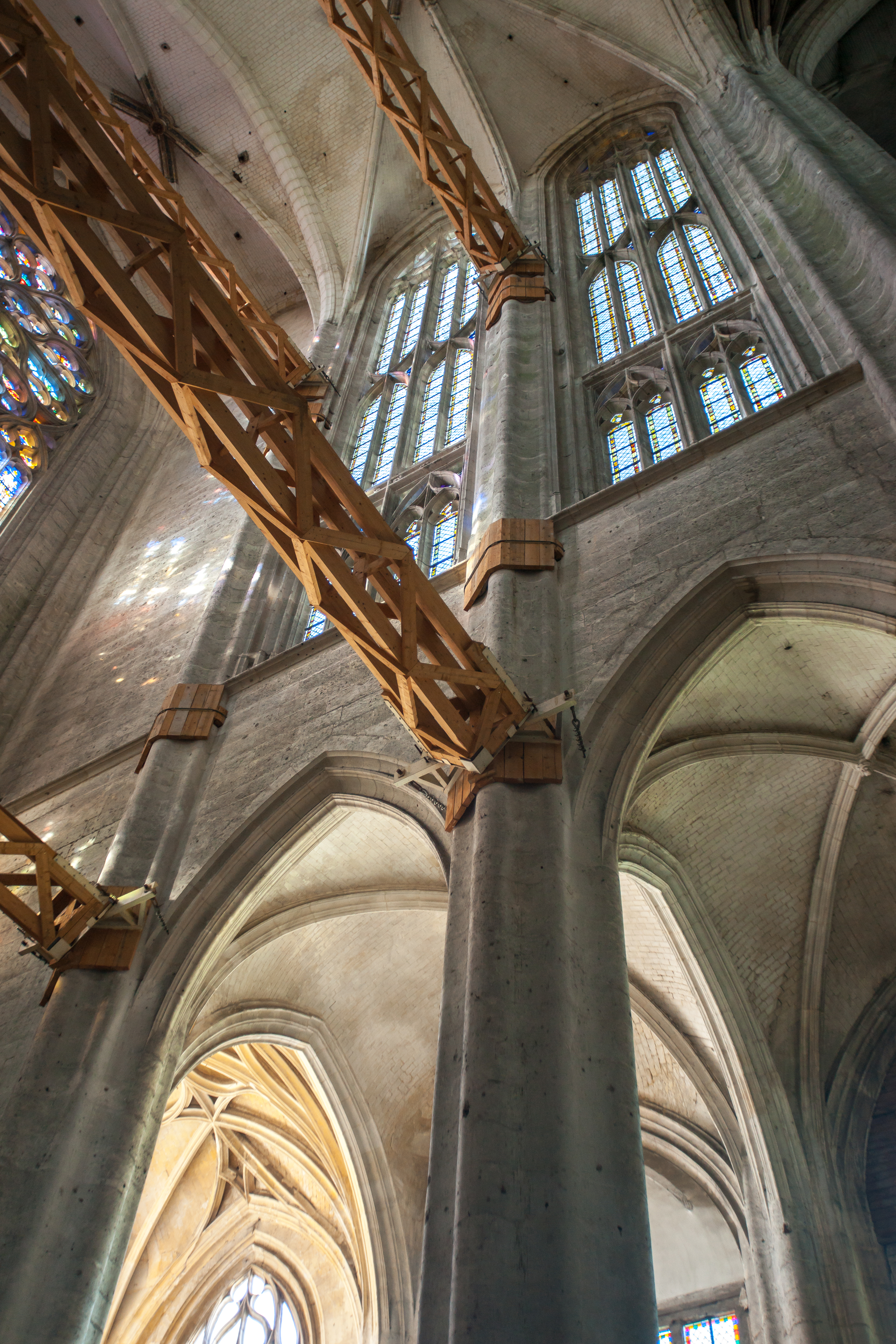
Hölzerne Stützen zur Stabilisierung, Oktober 2012

Die Kathedrale hat keinen Turm, ist 72,5 m lang, davon 47 m der Chor, das Querschiff ist 58,6 m breit. Das Gebäude ist 67,2 m hoch, die reiche Südfassade 64,4 m. Rund um den Chor sind – neben den üblichen Stützen – mehrere sehr schlanke freistehende Stützpfeiler verteilt, die seit dem Mittelalter durch eiserne Stangen miteinander verbunden sind. Der fünfschiffige Chor ist als Staffelbasilika mit nach innen ansteigender Seitenschiffshöhe gebildet und hat extrem hohe Fenster, einen Chorumgang und einen Kranz von sieben Kapellen. In einigen Kapellen gibt es mittelalterliche Farbfenster. An der äußeren Nordwand des Chores befindet sich eine mittelalterliche Uhr (14.–15. Jahrhundert) und daneben eine prächtige astronomische Uhr aus dem Jahre 1866. Die Statik der Kathedrale ist durch das fast vollständige Fehlen des Langhauses, von dem nur ein Joch vollendet wurde, bedroht. Im Inneren wurden daher immer wieder Stützen aus Holz und Stahl installiert. 1960 entfernte man diese erstmals, was aber insbesondere ab den 1990er Jahren zu einer vermehrten Rissbildung führte. Aufgrund dieser kam es anschließend zu erneuten Sicherung. Vorerst wurden diese nach einer gründlichen Restaurierung 2014 zurückgebaut. Seit 2012 erfolgen umfangreiche Arbeiten am hölzernen Dachstuhl und an den Gewölbe. Es sollen die Statik verbessert und die Brandgefahr vermindert werden. Im August 2025 konnten die Arbeiten am Südarm des Querhauses abgeschlossen werden. Die Sanierung des Vierungsgewölbes und des Nordquerhauses steht noch an.

## Orgel

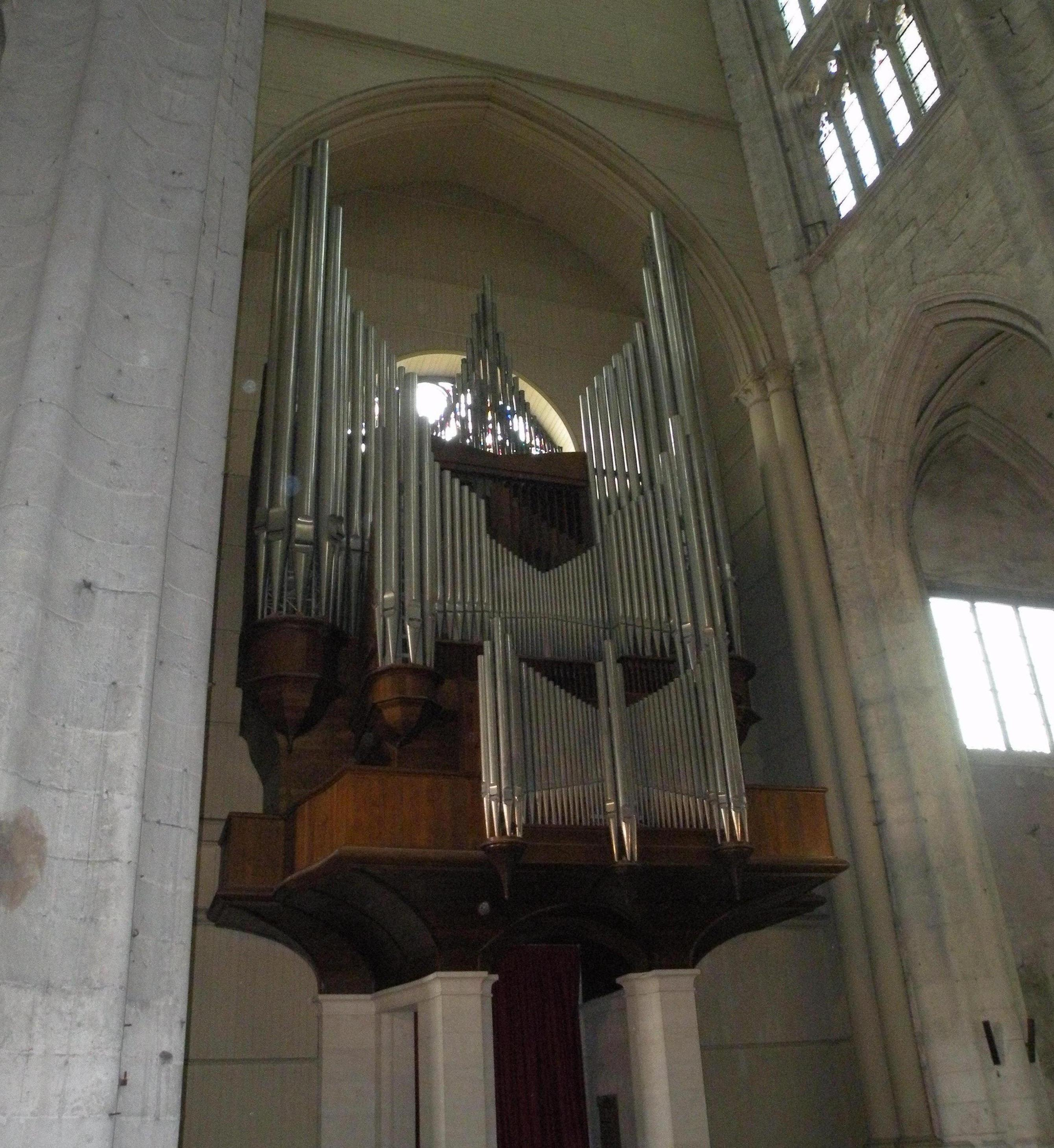
Orgel

Die Kathedrale hat eine kleine Chororgel, die 1850 von dem Orgelbauer Ducroquet erbaut wurde und 21 Register auf zwei Manualen und Pedal hat, und die große Orgel auf der Westempore. Die große Orgel besteht in Teilen aus einem Instrument, das im 16. Jahrhundert von dem Orgelbauer Des Oliviers erbaut worden war. Das Instrument wurde im Laufe der Zeit mehrfach erweitert und reorganisiert. Nachdem alle Kriegsbeschädigungen behoben waren, konnte es 1979 wieder eingeweiht werden. Dafür wurde eigens eine neue Empore gebaut, um das Werk vom Südquerhaus zur Westwand zu versetzen. Es hat heute 77 Register (ca. 5.000 Pfeifen) auf vier Manualen und Pedal. Die Spieltrakturen sind mechanisch, die Registertrakturen elektrisch.
| I Positif C–g3 |        |
| Montre         | 8′     |
| Bourdon        | 8′     |
| Flûte          | 8′     |
| Gambe          | 8′     |
| Flûte          | 4′     |
| Prestant       | 4′     |
| Nasard         | 2 ⁄3′  |
| Doublette      | 2′     |
| Tierce         | 1 3⁄5′ |
| Larigot        | 1 ⁄3′  |
| Piccolo        | 1′     |
| Cornet V       |        |
| Fourniture III |        |
| Cymbale II     |        |
| Trompette      | 8′     |
| Cromorne       | 8′     |
| Basson         | 8′     |
| Clairon        | 4′     |

| II Grand Orgue C–g3   |         |
| Montre                | 16′     |
| Bourdon               | 16′     |
| Montre                | 08′     |
| Bourdon               | 08′     |
| Flûte                 | 08′     |
| Gambe                 | 08′     |
| Gros Nasard           | 05 1⁄3′ |
| Prestant              | 04′     |
| Flûte                 | 04′     |
| Grosse Tierce         | 03 1⁄5′ |
| Nazard                | 02 ⁄3′  |
| Quarte                | 02′     |
| Doublette             | 02′     |
| Tierce                | 01 3⁄5′ |
| Grosse Fourniture III |         |
| Fourniture V          |         |
| Cymbale IV            |         |
| 1ere Trompette        | 08′     |
| 2ieme Trompette       | 08′     |
| Clairon               | 04′     |
| Grand Cornet V        |         |

| III Récit/Echo expressif C–g3 |     |
| Principal                     | 08′ |
| Flûte harmonique              | 08′ |
| Bourdon                       | 08′ |
| Salicional                    | 08′ |
| Quintadène                    | 08′ |
| Voix céleste                  | 08′ |
| Principal                     | 04′ |
| Flûte                         | 04′ |
| Doublette                     | 02′ |
| Plein-Jeu V                   |     |
| Cymbale IV                    |     |
| Bombarde                      | 16′ |
| Cor anglais                   | 16′ |
| Trompette                     | 08′ |
| Hautbois                      | 08′ |
| Voix humaine                  | 08′ |
| Clairon                       | 04′ |

| IV Bombarde C–g3      |     |
| Grand Cornet V        |     |
| Bombarde              | 16′ |
| Trompette de Bombarde | 08′ |
| Clairon de Bombarde   | 04′ |

| Pédale C–g1   |        |
| Principal     | 32′    |
| Soubasse      | 32′    |
| Flûte         | 16′    |
| Bourdon       | 16′    |
| Principal     | 16′    |
| Contrebasse   | 08′    |
| Flûte         | 08′    |
| Principal     | 08′    |
| Flûte         | 04′    |
| Principal     | 04′    |
| Quinte        | 02 ⁄3′ |
| Flûte         | 02′    |
| Fourniture VI |        |
| Bombarde      | 16′    |
| Trompette     | 08′    |
| Clairon       | 04′    |
| Dermogloste   |        |

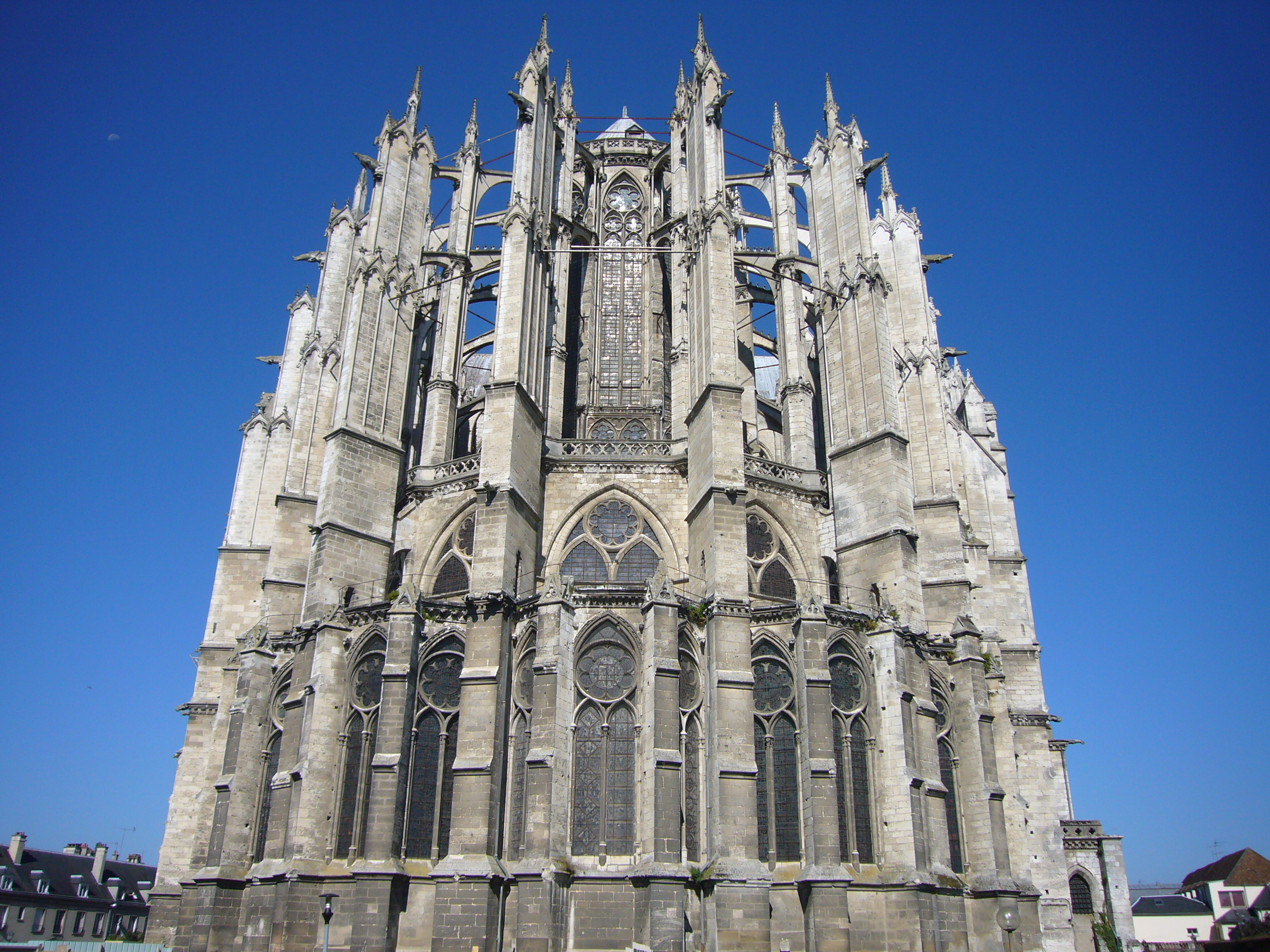
Der Chor von Osten mit Stützpfeilern
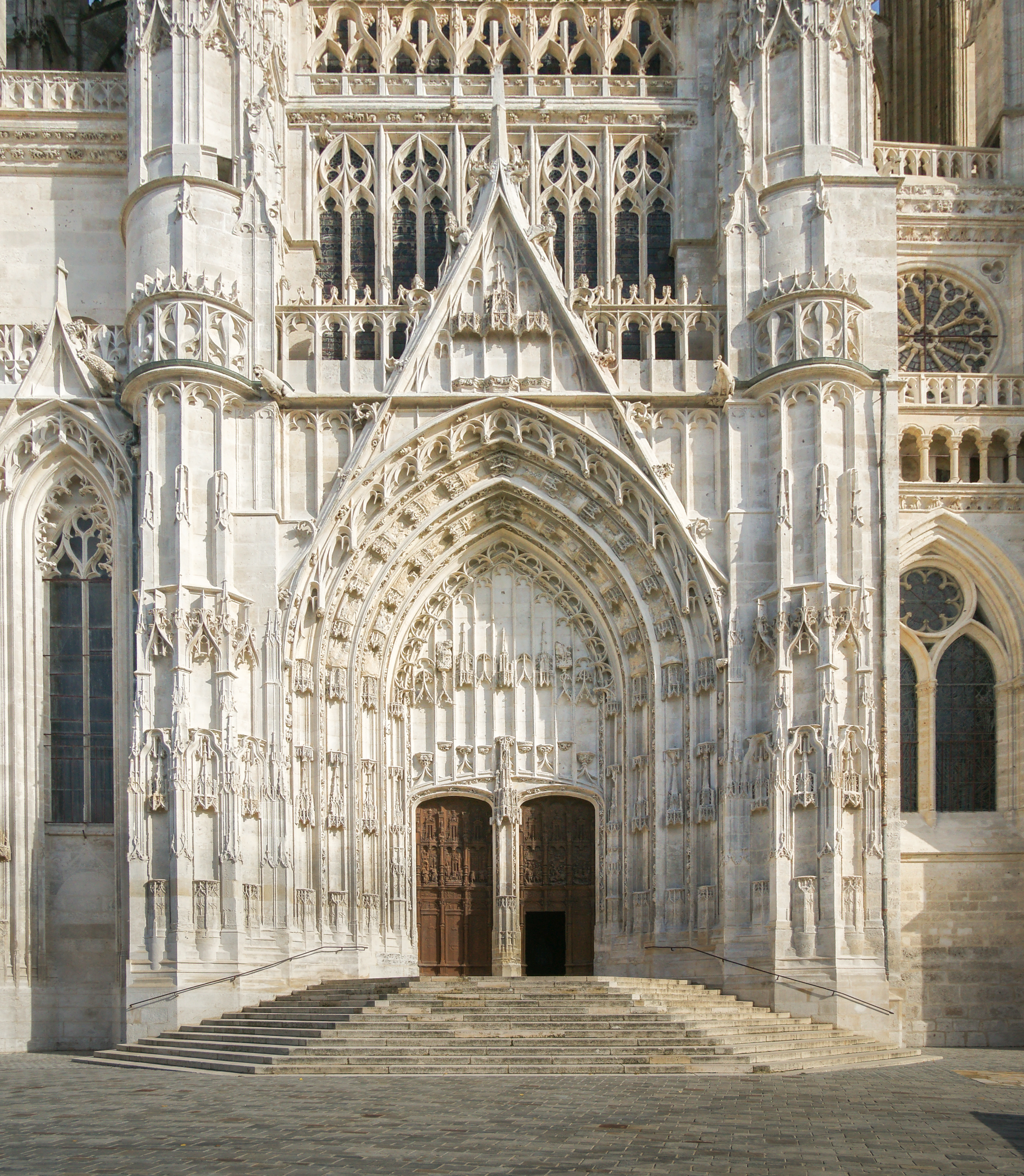
Das Südportal
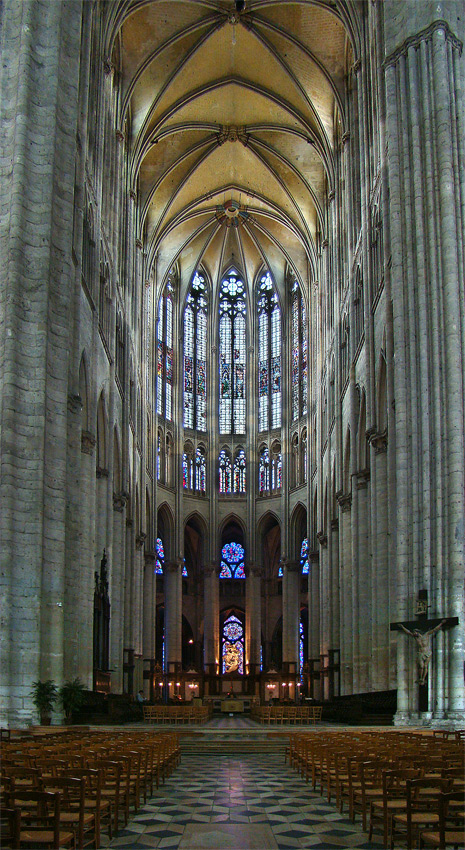
Das Mittelschiff der Kathedrale
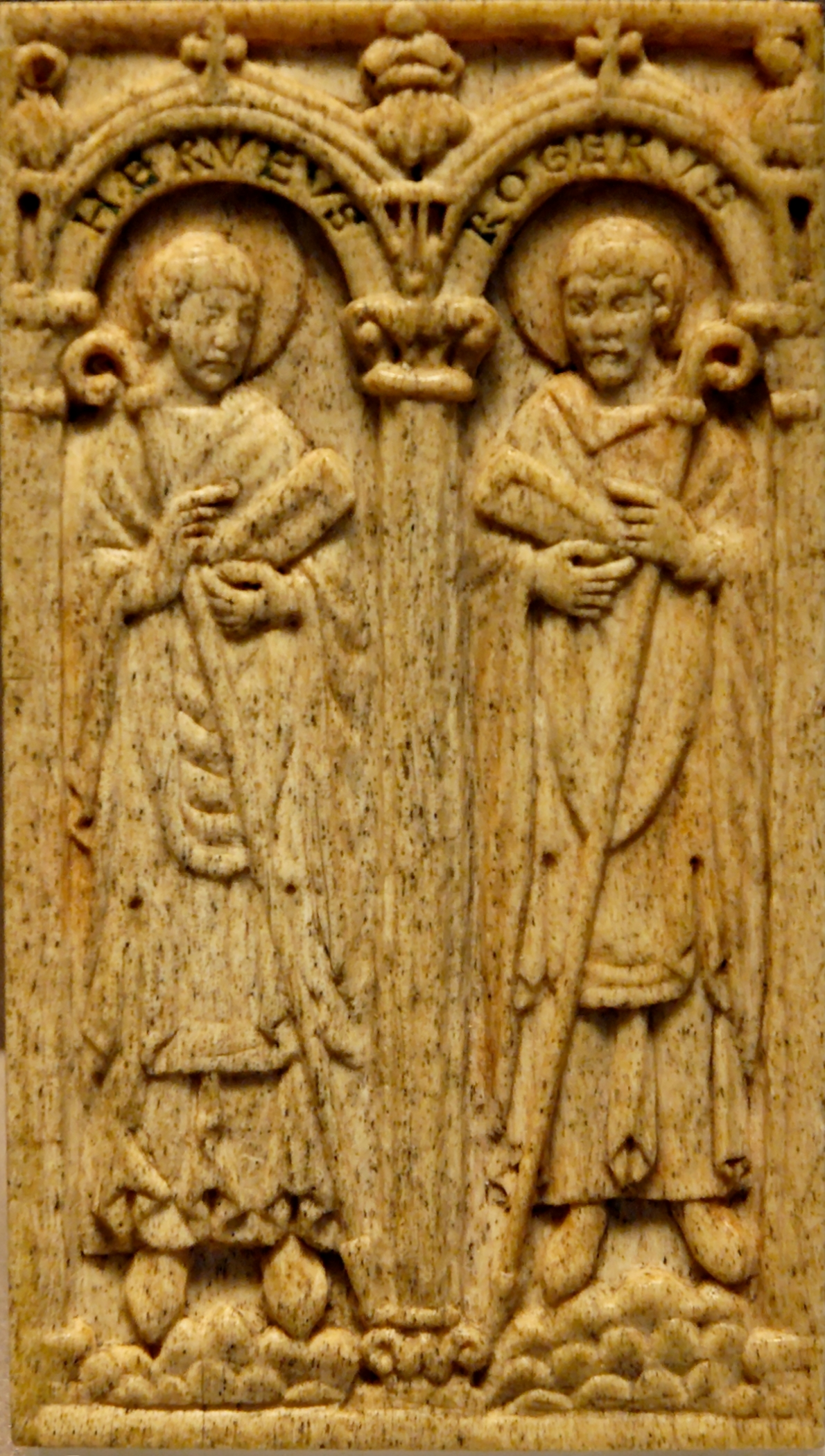
Herve und Roger, zwei Bischöfe im Mittelalter
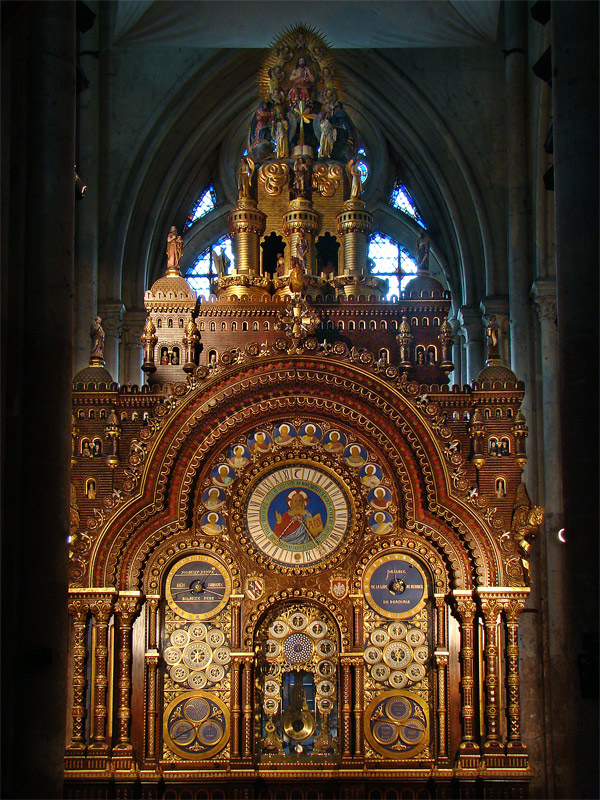
Astronomische Uhr (1866)
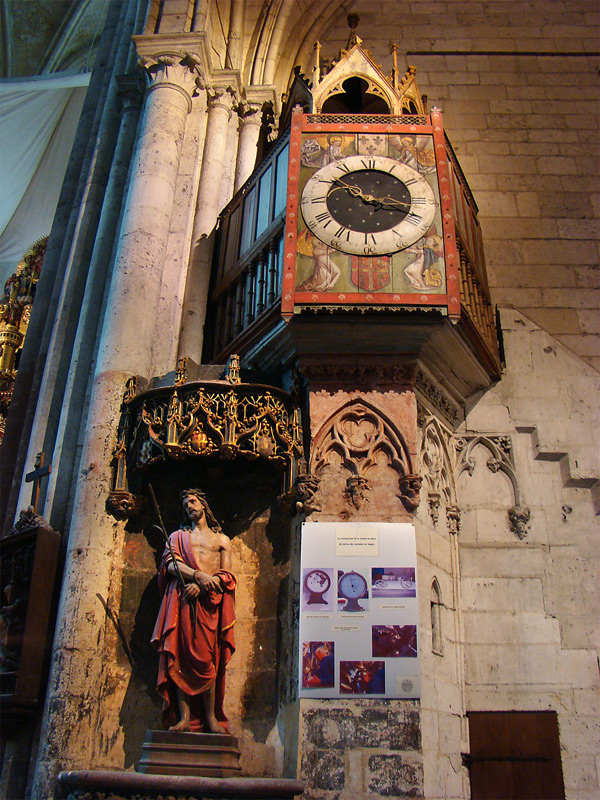
Mittelalterliche Uhr